# 陈安丽
陈安丽（1963年12月—），女，湖北汉川人，中华人民共和国政治人物。武汉大学图书馆学专业大学毕业，工商管理硕士，助理研究员。现任山西省人大常委会副主任。

## 生平
陈安丽1984年7月毕业于武汉大学，随后留校工作。1985年4月加入中国共产党。1987年12月离开武汉大学，担任湖北省委科教部政研室干事起，此后历任湖北省高校妇女工作委员会副秘书长，湖北省委高等学校教育工作委员会组织处副处长，处长，湖北省教育厅人事处处长，副厅长，厅长等职。
2013年3月，陈安丽离开湖北省教育厅，到地方担任黄冈市人民政府市长达三年， 2016年5月，陈安丽返回湖北省人民政府和湖北省委工作，担任湖北省人力资源和社会保障厅厅长，同时兼任湖北省委组织部副部长。
2017年4月，陈安丽再度到地方工作，担任中共随州市委书记。2018年1月，陈安丽经过湖北省第十三届人民代表大会第一次会议被选举为湖北省副省长， 同时继续担任随州市委书记直到同年11月。
2019年4月，时任黑龙江省委常委，组织部长王爱文担任民政部副部长。陈安丽于2019年5月北上黑龙江填补空缺，这是陈安丽第一次离开湖北省跨省任职，她也是自严植婵与丁向群后第三位在2018年由副省长跨省转任的组织部长的女性官员。
2021年4月，转任中共山西省委常委、组织部部长。2024年1月，当选为山西省人大常委会副主任。

## 轶事
- 陈安丽长期支持其母校武汉大学，从政后继续在母校担任教职。2009年，时任湖北省教育厅长，武汉大学信息管理学院辅导员的陈安丽出席武汉大学1985级图书馆系毕业20周年聚会并发言。[8] 2018年8月29日，武汉大学举行两幢由校友捐赠建造的建筑启用仪式，时任湖北省副省长的陈安丽与湖北省委统战部长尔肯江·吐拉洪代表湖北省委，省政府一起出席仪式。陈安丽在仪式上发言并感谢武大校友群体的支持。[9]
- 在担任随州市委书记期间，陈安丽先后与郄英才和郭永红两任市长组成执政搭档，其中1975年出生的郄英才是当时中华人民共和国最年轻的地级市长。2017年11月，郄担任襄阳市长，接任随州市长的是另一位女性政治人物，时任随州市委副书记的郭永红，随州由此成为中国政坛极为罕见的党政首脑均为女性的城市。[10]